# Saint Lucia a 2004. évi nyári olimpiai játékokon
Saint Lucia a görögországi Athénban megrendezett 2004. évi nyári olimpiai játékok egyik részt vevő nemzete volt. Az országot az olimpián 2 sportágban 2 sportoló képviselte, akik érmet nem szereztek.

## Atlétika
Férfi
| Versenyző         | Versenyszám | Eredmény | Helyezés |
| ----------------- | ----------- | -------- | -------- |
| Zepherinus Joseph | Maraton     | 2:44,19  | 80.      |

## Úszás
Női
| Versenyző             | Versenyszám    | Előfutam | Előfutam | Előfutam | Elődöntő | Elődöntő | Elődöntő | Döntő   | Döntő    |
| Versenyző             | Versenyszám    | Idő      | Hely.    | Össz.    | Idő      | Hely.    | Össz.    | Idő     | Helyezés |
| --------------------- | -------------- | -------- | -------- | -------- | -------- | -------- | -------- | ------- | -------- |
| Natasha Sara Georgeos | 100 m pillangó | 1:09,94  | 6.       | 38.      | kiesett  | kiesett  | kiesett  | kiesett | kiesett  |